# Havraň
Havraň (německy Hawran) je obec, která se nachází v jižní části okresu Most v Ústeckém kraji. Leží zhruba šest kilometrů jihovýchodně od města Mostu, součástí obce jsou i osady Moravěves a Saběnice. Obcí prochází silnice I/27 z Mostu na Žatec a do Plzně, která se zde kříží se silnicí II/251 z Jirkova do Postoloprt. Havraň je členem Mikroregionu Most-Jih. Žije zde 619 obyvatel.

## Název
Název vesnice je odvozen z osobního jména Havran ve významu Havranův dvůr. V historických pramenech se jméno vesnice objevuje ve tvarech: Habran (1281), „de Hrawan“ a „in Hawran“ (1337), de Hauranye (1338), Hawran (1369–1399), Habran (1405), Hawranczy (1381), Hawran (1412), z Havrana (1447), in Hawranie (1455), in hawrani (1492), Habran (1496), ve vsi Havraněvsi (1550), z Havrana (1550), Hawran a Habern (1787) nebo Hawran a Habran (1846).

## Historie
První písemná zmínka o vsi pochází již z roku 1281, kdy je v listině zmiňován jako svědek jistý Chval z Havraně (Qual de Habran). V roce 1337 vedl spor Ješek z Havraně se Štěpánem z Hrušova a Moravěvsi o patronátní právo nad kostelem. Spor o dosazování faráře je první zmínkou o zdejším kostele. Majitelé vsi a poplužního dvora během 14. století nejsou přesně známi. Ves byla rozdělena mezi více vlastníků, kteří se střídali. V 15. století byla ves v majetku pánů z Koldic. V roce 1492 prodal Těma z Koldic Havraň Jiřímu a Václavovi z Fictumu za 1100 kop českých grošů. V roce 1496 Jiří Opl z Fictumu odkázal ves a její platy na nábožné a dobročinné skutky pro chudinu z Mostu. Od následujícího roku byla ves pod správou mosteckého purkmistra a městské rady. Při dělení majetku mezi katolíky a protestanty v roce 1615 zůstala katolíkům. V roce 1628 se Havraň opět ocitla pod správou městské rady a byla začleněna do městského panství Kopisty, jehož součástí zůstala až do roku 1848. Po roce 1850 se Havraň stala samostatnou obcí s připojenými osadami Moravěves a Saběnice.
První písemná zpráva o škole v Havrani pochází z roku 1673. Farní škola byla umístěna v domě čp. 40. V roce 1844 byla postavena nová školní budova. V roce 1921 byla v obci zřízena i česká obecná škola. Základní škola v obci existovala do roku 2007, kdy byla pro malý počet žáků zrušena.
Obyvatelstvo se tradičně živilo zemědělstvím a ovocnářstvím, v 18. století jsou u obce zaznamenány i chmelnice. Od poloviny 19. století se začíná také v Havrani rozvíjet podnikání a průmysl. V roce 1869 bylo v okolí Havraně čtrnáct malých uhelných šachet. První zmínka o těžbě uhlí u Havraně je nicméně mnohem starší. Už v roce 1613 udělil císař Matyáš mosteckému měšťanovi Hansi Weidlichovi právo na těžbu a využití zdejšího uhlí. Malodoly však nebyly příliš rentabilní a do konce 19. století zanikly. Obec si tak udržela svůj zemědělský charakter. Jediným průmyslovým podnikem, který zůstal v Havrani, byl cukrovar. V roce 1882 jej vybudovala firma Hielle & Dittrich z Krásné Lípy. V roce 1887 byla Havraň napojena na dnes již zrušenou železniční trať Počerady–Vrskmaň. V současnosti je průmysl soustředěn v nově vybudované průmyslové zóně Joseph jižně od obce při silnici I/27.

## Obyvatelstvo
Při sčítání lidu v roce 1921 ve vsi žilo 812 obyvatel (z toho 396 mužů), z nichž bylo 117 Čechoslováků, 682 Němců a třináct cizinců. Převažovala římskokatolická většina, ale pět lidí bylo evangelíky, šest židy, tři patřili k církvi československé a tři lidé byli bez vyznání. Podle sčítání lidu z roku 1930 měla vesnice 861 obyvatel: 172 Čechoslováků, 676 Němců a třináct cizinců. Většina se hlásila k římskokatolické církvi, ale šest lidí bylo evangelíky, jeden člen církve československé, šest židů a třináct lidí bylo bez vyznání.
|                                                           | 1869 | 1880 | 1890 | 1900 | 1910 | 1921 | 1930 | 1950 | 1961 | 1970 | 1980 | 1991 | 2001 | 2011 |
| --------------------------------------------------------- | ---- | ---- | ---- | ---- | ---- | ---- | ---- | ---- | ---- | ---- | ---- | ---- | ---- | ---- |
| Obyvatelé                                                 | 379  | 550  | 927  | 914  | 823  | 812  | 861  | 642  | 595  | 486  | 422  | 328  | 380  | 385  |
| Domy                                                      | 53   | 54   | 70   | 88   | 90   | 93   | 121  | 131  | 138  | 110  | 95   | 100  | 105  | 110  |
| Data z roku 1961 zahrnují i domy místních části Saběnice. |      |      |      |      |      |      |      |      |      |      |      |      |      |      |

## Obecní symboly
Havraň získala právo užívat obecní znak a vlajku na základě rozhodnutí předsedy Poslanecké sněmovny č. 37 ze dne 8. června 2004.

### Znak
Štít dělený, nahoře stříbrno-zlatě polcený, vpravo býčí hlava s červeným jazykem, vlevo jelení hlava, obojí černé a čelně hledící. Dole v modrém poli na zeleném návrší stříbrný kostel vlevo s věží, která má červenou stanovou střechu s makovicí a patriarším křížem, obojí zlaté, a okno. Loď se dvěma okny a sníženým kněžištěm má sedlovou červenou střechu. Okna jsou černá a oblouková.

### Vlajka
List tvoří tři vodorovné pruhy, bílo–žlutě polcený, modrý a zelený, v poměru 4:3:1. V bílém poli býčí hlava s červeným jazykem, ve žlutém poli jelení hlava, obojí černé a čelně hledící. Ze zeleného pruhu vyniká do modrého bílý kostel s věží k vlajícímu okraji. Věž má okno, červenou stanovou střechu s makovicí a patriarším křížem, obojí žluté. Loď má dvě okna, snížené kněžiště a sedlovou červenou střechu. Okna jsou černá a oblouková. Poměr šířky k délce listu je 2:3.

## Pamětihodnosti
- Původně gotický kostel sv. Vavřince na návrší jižně od obce je prvně zmiňován v roce 1337, v 18. století přestavěn do barokní podoby; pravděpodobně z něj pochází gotická dřevěná socha trůnící madony s Ježíškem, nesená anděly, z konce 14. století, zakoupená roku 2022 do sbírek Národní galerie v Praze[10]
- Barokní fara pod kostelem, z 18. století
- Areál cukrovaru z roku 1881; v letech 1963–1967 v bývalé a dochované ředitelské vile vyrůstala spisovatelka Anna Šochová.